# Австралорп
Австралорп (англ. Australorp) — м'ясо-яєчна порода курей. Найвідоміші чорні австралорп. Виведена в Австралії на основі англійських чорних орпінгтонів. Оперення чорне з темно-зеленим відливом.

## Історія походження
Австралорп був виведений в Австралії у 1890 році. Над селекцією працювали Вільям Кук та Джозеф Партингтон шляхом селекції білих леггорнів, лангшанів і англійських орпінгтонів. Таке генетичне поєднання дало хорошу скоростиглість нового виду, відмінну вагу і показник несучості. До 1922 року інтерес до породи був невеликий, австралорп були популярними лише в країні походження і США. Але після того, як у світі був встановлений рекорд несучості чорним австралорпом (1857 яєць від 6 несучок за рік), інтерес до цих пернатих різко зріс. Важливий момент полягав у тому, що штучне освітлення і комбікорм, що стимулює, для цих шести рекордсменок не використовували. 

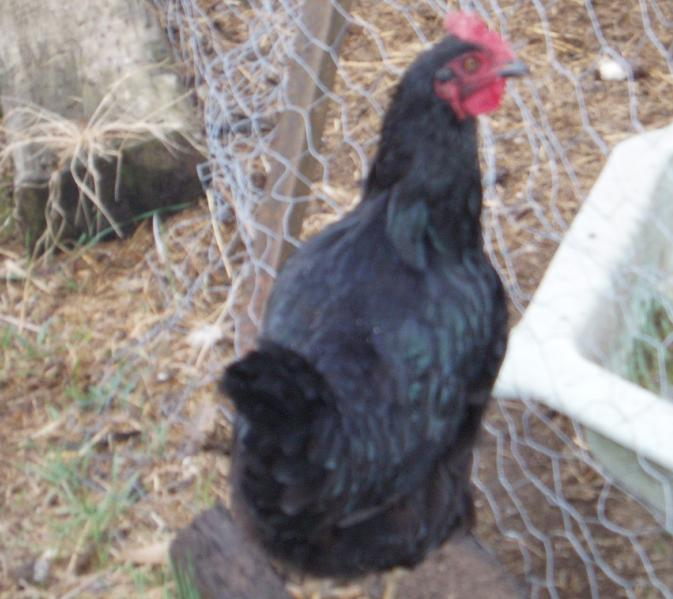
Австралорп

## Опис
Кури породи австралорп чорний несуть яйця навіть взимку, але висока несучість — це не єдина мета фермерів. Цих курей дуже часто тримають заради м'яса завдяки його прекрасним ваговим та смаковими показниками. І кури, і півні швидко адаптуються до умов утримання і кліматичних змін. Сьогодні австралорп активно схрещують з іншими видами курей, але без достатнього досвіду і знань такі експерименти любителям краще не проводити. З успішних прикладів - пушкінська смугаста і кучинська ювілейна.
Австралорп буває не тільки чорний, але також більш поширені чорно-строкатий, блакитний і навіть білий.

## Продуктивність
Жива маса півнів 3,5-3,9 кг, курей 2,5-2,9 кг. Яйценосність становить 150-180 яєць на рік. Маса яйця становить 55-62 г; шкаралупа коричнева.

## Поширення
Порода поширена головним чином в  Австралії та США. До СРСР завезена в 1946 році з США. Використовується для одержання гібридних несучок з високою яйценосністю.